# Herbert John Welch
Pour les articles homonymes, voir Herbert Welch et Welch.
Herbert John Welch (27 octobre 1894 - 27 avril 1959) est un homme politique canadien de la Colombie-Britannique. Il est député provincial de la Coalition à titre de député libéral pour la circonscription britanno-colombienne de Comox de 1945 à 1952.

## Biographie
Né à New Westminster en Colombie-Britannique, Welch étudie à Vancouver. Il sert ensuite comme capitaine de la Royal Air Force.
Welch est cofondateur et président de la Olympic Logging Company en 1932. En 1949, la compagnie est dissoute et une nouvelle compagnie nommée Olympic Forest Products Ltd. est formée avec les mêmes propriétaires.
Il sert comme conseiller scolaire de Qualicum Beach. Il meurt à Oak Bay en 1959.